# 1503 no Brasil
Esta é uma cronologia dos fatos acontecimentos de ano 1503 no Brasil.

## Eventos
- Expedição exploratória à costa do Brasil sob o comando do português Gonçalo Coelho.

## Nascimentos
- Tomé de Sousa, nobre português, primeiro governador geral do Brasil (m.1573 ou 1579)